# مورين هيرمان
مورين هيرمان (بالإنجليزية: Maureen Herman)‏ هي موسيقية أمريكية، ولدت في 25 يوليو 1966 في Libertyville, Illinois ‏ في الولايات المتحدة.

## وصلات خارجية
- مورين هيرمان على موقع IMDb (الإنجليزية)
- مورين هيرمان على موقع ميوزك برينز (الإنجليزية)
- مورين هيرمان على موقع ديسكوغز (الإنجليزية)